# Військове будівництво
Військове будівництво або Будівництво Збройних Сил  — частина військової справи, пов'язана військовими, соціально-політичними та економічними заходами, спрямована на будівництво та організацію збройних сил держави, а також зміцнення та вдосконалення обороноздатності країни в цілому; система знань про сутність, закономірності, принципи, форми та способи формування збройних сил.
Головні завдання військового будівництва:
- визначення кількісного складу збройних сил (ЗС);
  - видів військ;
  - родів військ;
  - спеціальних служб;
- розробка та вдосконалення організаційної структури ЗС;
- технічне оснащення ЗС;
  - визначення типів та видів озброєння;
  - визначення типів та видів військової техніки;
- комплектування ЗС військовими кадрами;
- забезпечення ЗС матеріальними ресурсами.